# Yang Seung-ho
Yang Seung-ho (hangul: 양승호; Seúl, 16 de octubre de 1987), también conocido como Seungho, es un cantante, bailarín y actor surcoreano, conocido por ser líder de la boy band surcoreana MBLAQ bajo Will Entertainment.

## Carrera

### Predebut
Cuando Yang era joven, ganó un par de concursos de canto en los que participó. Además, tuvo una aparición televisiva en Sharp 1 como cameo entre 2003 y 2005. También apareció en su banda sonora titulada "Gray Sky", de Lee Hyun-jung.

### MBLAQ
Después de entrenar con Rain y J. Tune Entertainment, Yang se convirtió en miembro del quinteto de chicos de Corea del Sur MBLAQ, siendo su líder, bailarín principal y vocalista. El grupo hizo su debut no oficial el 9 de octubre de 2009, y debutó oficialmente el 15 de octubre de 2009, durante el concierto Legend of Rainism de Rain, donde interpretaron varias canciones de su entonces álbum sencillo inédito Just BLAQ. Su actuación ese día fue recibida con elogios, y muchos espectadores del concierto y fanáticos los consideraron como el próximo TVXQ.
El primer sencillo de MBLAQ, "Oh Yeah", fue lanzado junto con su video musical el 14 de octubre de 2009, y junto con su álbum sencillo debut, Just BLAQ. Posteriormente, tuvieron su debut televisivo en el programa de Mnet M! Countdown, interpretando su canción. El grupo también hizo su debut japonés el 3 de mayo de 2011. Celebraron un evento en el Kanagawa Lazona Kawasaki Plaza, que reunió a unos 10.000 fanáticos. Un día después, el 4 de mayo, lanzaron su primer álbum japonés Your Luv. El álbum alcanzó inmediatamente la primera posición en los Oricon Daily Charts, vendiendo más de 11.000 copias.
El grupo participó en varios programas de variedades de Corea del Sur como invitados. También tuvieron sus propios programas de variedades como MBLAQ – The Art of Seduction de Mnet, MBLAQ's Idol Army de MBC, Sesame Player de Mnet y Hello Baby Season 5 de KBS.
Desde su debut, MBLAQ ha lanzado tres álbumes sencillos, seis álbumes Mini LP, un álbum de estudio, un álbum de estudio repackaged y dos EP en coreano. También lanzaron un álbum recopilatorio, cuatro sencillos y cuatro DVDs en japonés.

### Actor
El 25 de abril de 2017, Yang firmó un contrato con Will Entertainment para comenzar de nuevo como actor. En Will Entertainment, Yang no solo actúa, sino que también lanza música.

### Otras actividades
Además de las actividades grupales, Yang también aparece como invitado en varios programas de televisión. Estos incluyen Super Junior Miracle, Idol Maknae Rebellion, Kara Bakery y Running Man, entre otros.

## Vida personal
Yang Seung-ho nació el 16 de octubre de 1987 en Seúl. Su familia está formada por su madre, su padre y su hermano menor. Cuando era joven, su familia se mudó a Anyang, Gyeonggi, y se crio allí. Asistió a la Escuela Secundaria de Artes de Anyang. Después de la secundaria, se matriculó en la Universidad Sejong de Artes Cinematográficas, pero la abandonó debido a la apretada agenda de MBLAQ. Actualmente asiste a la Universidad Cibernética Kyung Hee.
Yang es el único miembro del grupo que usa su nombre real. Su nombre artístico originalmente iba a ser "Mir", pero lo rechazó.

## Discografía

### Colaboraciones
| Año  | Álbum | Título de la canción | Artista     |
| ---- | ----- | -------------------- | ----------- |
| 2010 | One   | One                  | con Hoody H |

### Créditos de composición
Todos los créditos de las canciones están adaptados de la base de datos de la Asociación de Derechos de Autor de Música de Corea.
| Año  | Artista      | Álbum      | Canción          |
| ---- | ------------ | ---------- | ---------------- |
| 2011 | MBLAQ        | BLAQ Style | Sad Memories     |
| 2014 | MBLAQ        | Winter     | Live in the Past |
| 2014 | MBLAQ        | Winter     | You Ain't Know   |
| 2016 | Retro Funkee | Seoul      | Tinsel Town      |

### Bandas sonoras originales (OST)
| Año  | Título          | Título            | Álbum          | Álbum                 | Notas      |
| Año  | Inglés          | Hangul            | Inglés         | Hangul                | Notas      |
| ---- | --------------- | ----------------- | -------------- | --------------------- | ---------- |
| 2006 | Gray Sky        | N/A               | Sharp 3 OST    | 반올림3 OST           | con 이현종 |
| 2016 | Say You Love Me | 사랑한다고 말해요 | Happy Home OST | 가화만사성 OST Part 4 |            |

## Filmografía

### Televisión
| Año  | Difusión    | Título                   | Notas               |
| ---- | ----------- | ------------------------ | ------------------- |
| 2009 | Mnet        | MBLAQ's Art of Seduction | Miembro del casting |
| 2009 | MBC Every 1 | Idol Army                | Miembro del casting |
| 2010 | GOMTV       | Making the Artist        | Miembro del casting |
| 2010 | Mnet        | MBLAQ Goes To School     | Miembro del casting |
| 2011 | Mnet        | Sesame Player            | Miembro del casting |
| 2011 | Mnet        | MBLAQ Idol Cam           | Miembro del casting |
| 2012 | KBS         | MBLAQ's Hello Baby       | Miembro del casting |
| 2012 | MBC         | Idol Manager             | Miembro del casting |
| 2012 | MBC         | Dancing with the Stars   | Concursante         |

### Películas
| Año  | Título              | Papel     | Notas           |
| ---- | ------------------- | --------- | --------------- |
| 2017 | Rock N Roll Grandpa | Gi Ho-Tae | Papel principal |

### Dramas
| Año  | Difusión    | Título                                    | Papel                 | Notas    |
| ---- | ----------- | ----------------------------------------- | --------------------- | -------- |
| 2006 | KBS 2       | Sharp 3                                   | Estudiante            | Predebut |
| 2010 | MBC         | Housewife Kim Kwang-ja's Third Activities | Miembro del grupo Jin | Cameo    |
| 2011 | SBS         | Welcome to the Show                       | Él mismo              | Cameo    |
| 2011 | Mnet        | Moon Night 90                             | Kang Won Rae          |          |
| 2013 | MBC Every 1 | The Dramatic                              | Estudiante            |          |

### Teatro musical
| Año       | Título             | Período                                                     | Localización                                                 | Papel         |
| --------- | ------------------ | ----------------------------------------------------------- | ------------------------------------------------------------ | ------------- |
| 2013      | Gwanghwamun Sonata | 17 de noviembre ~ 22 de noviembre-16 de enero ~ 20 de enero | Shinkabukiza, Osaka                                          | Kang HyunWoo  |
| 2014      | Moon Night         | 21/02-23/03                                                 | Sejong Art Center, Corea del Sur                             | Kim WooHyuk   |
| 2016-2017 | Love in the Rain   | 5 de agosto de 2016-5 de febrero de 2017                    | Dongyang Art Center, Corea del Sur                           | Jung DongHyun |
| 2020      | Another Miss Oh    | Marzo de 2020-4 de junio de 2020                            | Seokyeong University’s Performing Arts Center, Corea del Sur | Park DoKyung  |